# Papaver cambricum
Papaver cambricum (L., 1753), comunemente noto come papavero del Galles (in inglese Welsh poppy), è una pianta erbacea perenne appartenente alla famiglia delle Papaveraceae, originaria di isole britanniche, Francia e Spagna.
Ha vistosi fiori gialli ed è anche coltivata come pianta ornamentale da giardino. A partire dal 2006 è il principale elemento grafico del logo del Plaid Cymru, un partito politico gallese.

## Descrizione

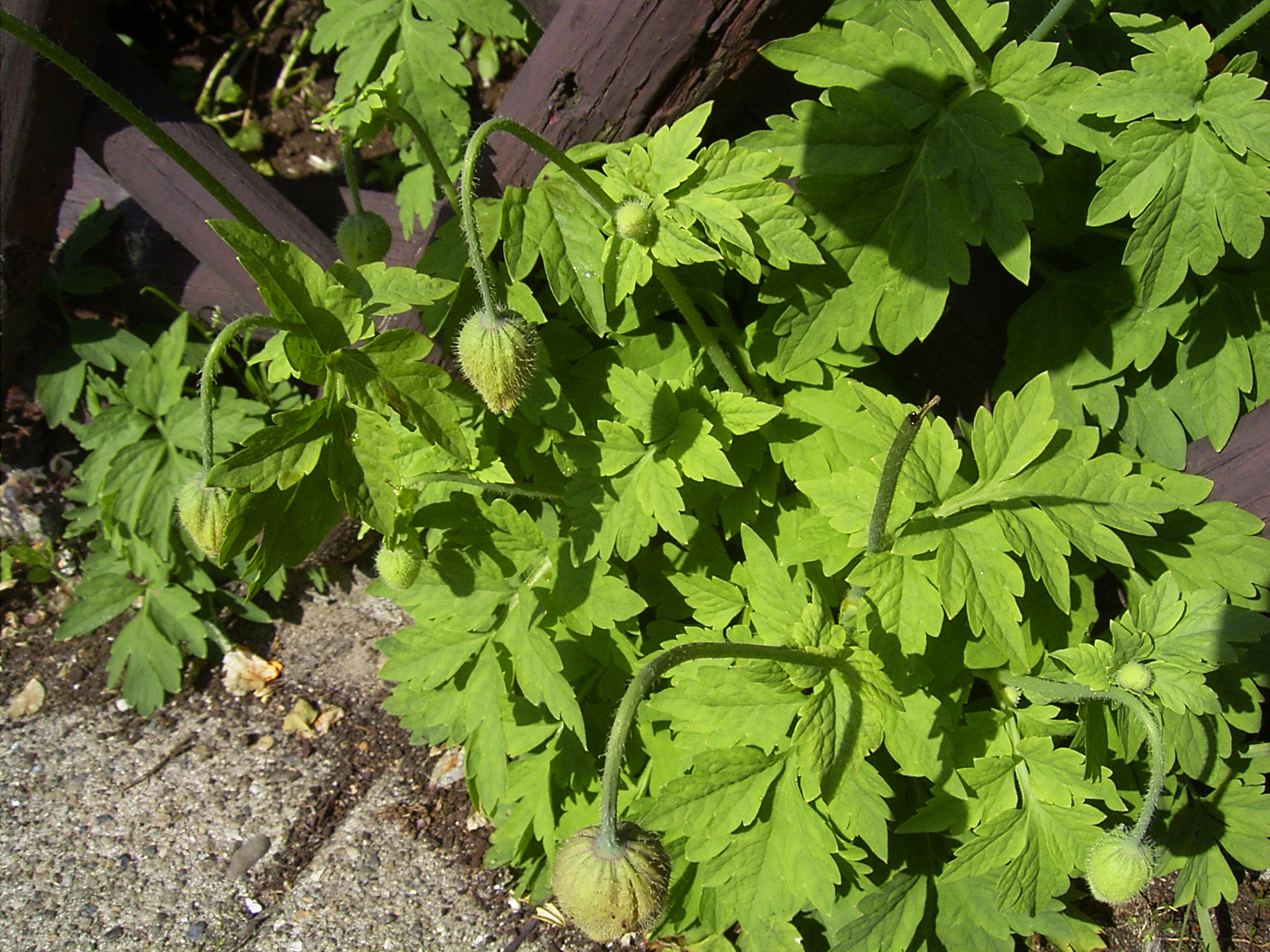
Fogliame boccioli fiorali ancora chiusi

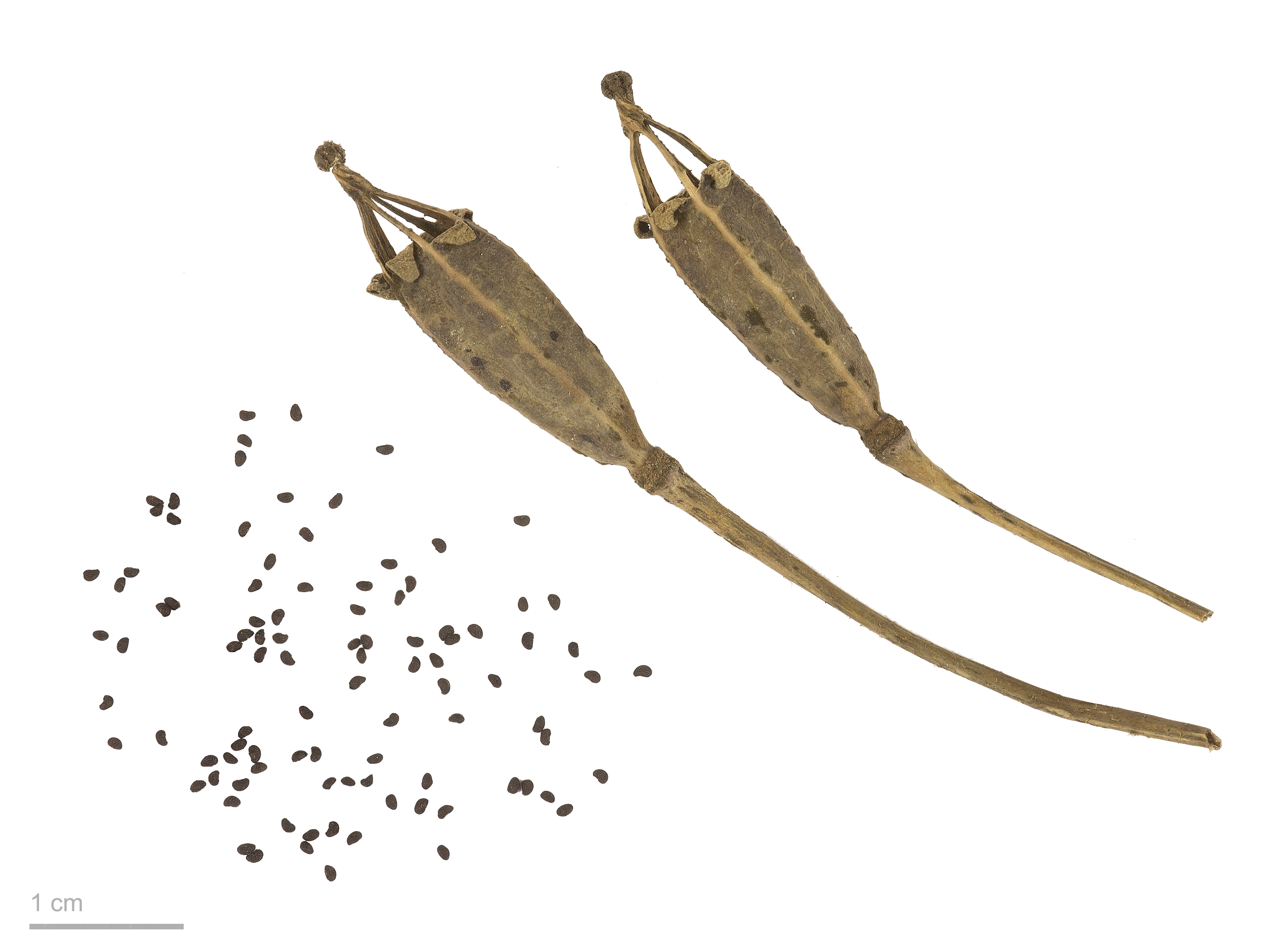
Frutti del papavero del Galles (Museo di storia naturale di Tolosa)

P. cambricum ha foglie lobate con lobi dentati, inferiormente glauche. La pianta può crescere fino a circa 60 cm di altezza. Fiorisce tra giugno e luglio.
Il fiore può essere giallo o arancione, con quattro petali, e comprende sepali verdi che cadono poco dopo l'apertura del fiore stesso. La pianta si diffonde con facilità grazie ai molti piccoli semi neri che produce durante l'estate in lunghe capsule costolute i cui lembi si aprono liberando i semi.

## Distribuzione e habitat
Il papavero del Galles è endemico delle aree umide e relativamente elevate di una zona dell'Europa occidentale compresa tra le Isole britanniche e la Penisola iberica. Lo si ritrova in aree montagnose quali i Pirenei, il Massiccio Centrale e in alcune aree delle isole britanniche come il Galles,  l'Inghilterra sud-occidentale e qualche zona dell'Irlanda. Si è inoltre naturalizzato anche al di fuori del proprio habitat originario.
P. cambricum vive su terreni umidi e rocciosi in posizioni possibilmente ben ombreggiate.. Nelle sue stazioni più occidentali vegeta però anche in condizioni con meno copertura vegetale. In generale la specie si è adattata a colonizzare crepe e interstizi tra pietrame o roccia in posto. Questo la mette tra l'altro in grado di svilupparsi anche in alcuni ambienti urbani, ad esempio al piede dei muri o nelle fessure tra lgli elementi che compongono la pavimentazione stradale.

## Tassonomia

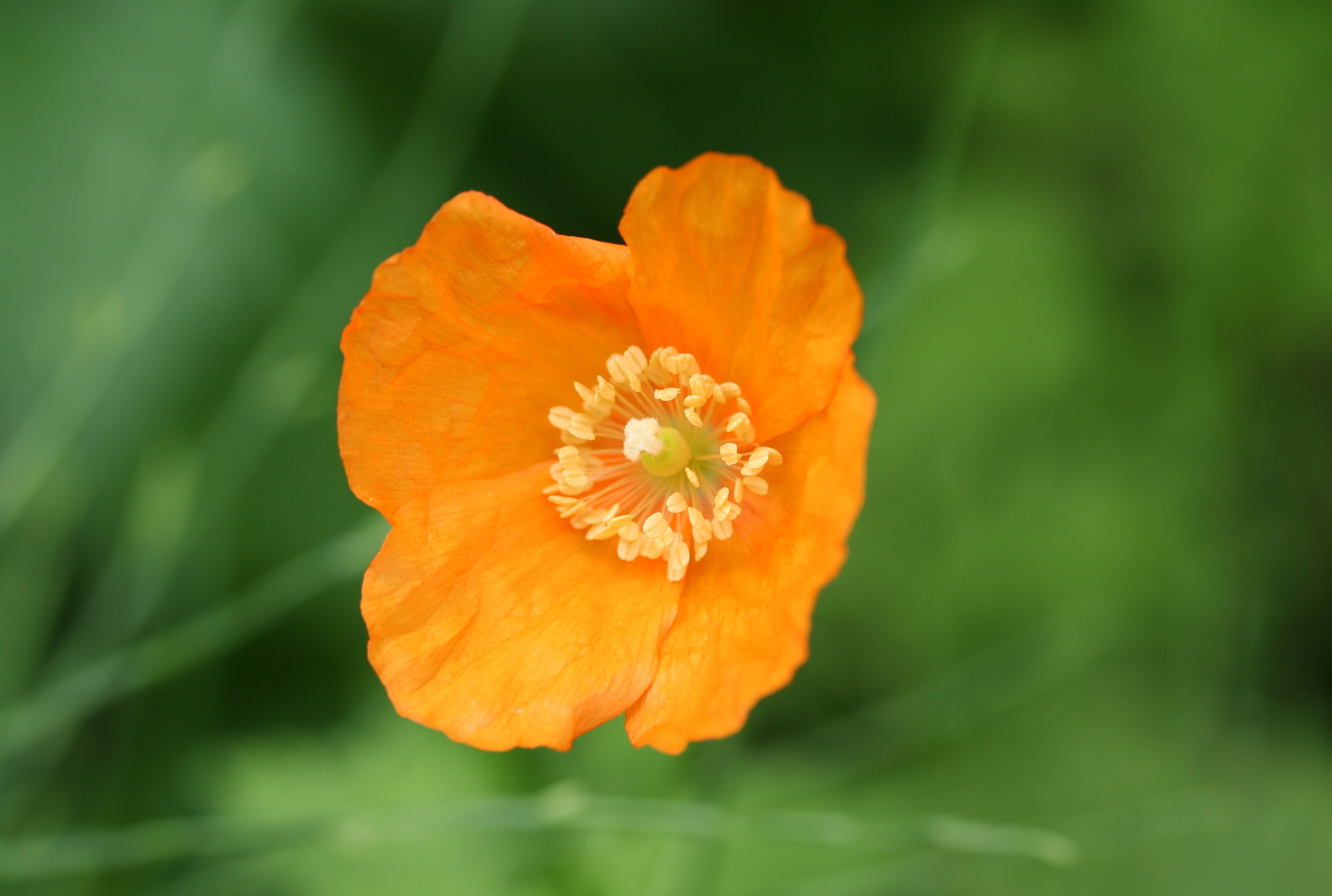
Esemplare a fiore arancione

Linneo nel suo Species Plantarum del 1753 denominò la specie P. cambricum. Nel 1814, Louis Viguier la separò dal genere Papaver e ne fece il tipo del nuovo genere Meconopsis. In seguito molte specie che vennero scoperte nella regione himalayana e in aree della Cina adiacenti furono incluse nel genere Meconopsis. M. cambrica rimane però l'unica specie del genere originaria dell'Europa.

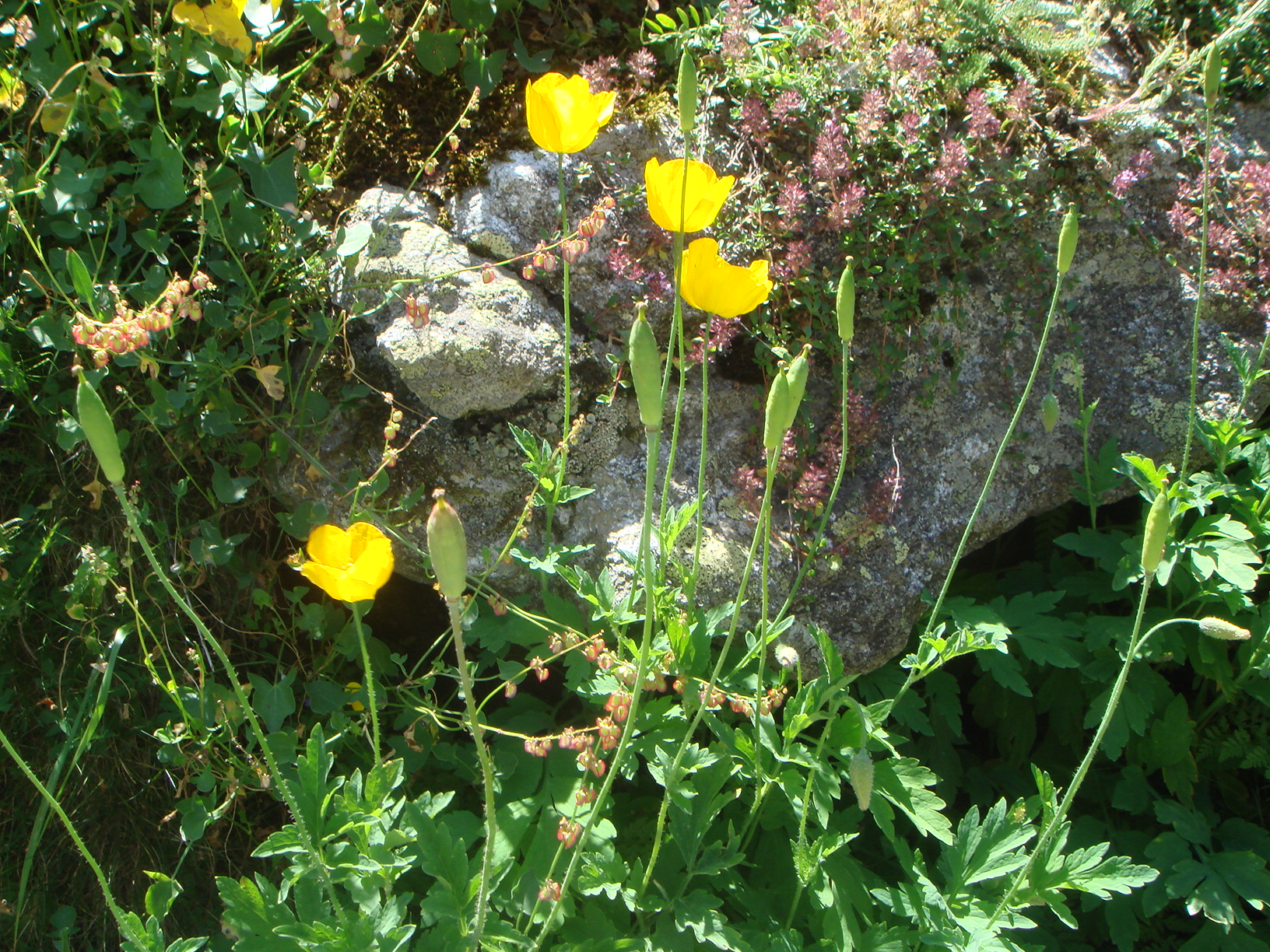
Un gruppo di piante nella valle di Barrosa (Pirenei, Huesca)

Più recentemente uno studio sulla filogenesi molecolare pubblicato nel 2011 ha dimostrato che la specie M. cambrica non è correlata con le altre specie del genere Meconopsis ma che invece la sua linea filogenetica si diparte da quella di Papaver, il che suggerirebbe che l'originaria assegnazione di Linneo al genere Papaver andrebbe ripristinata. Questo lascia ha però lasciato il genere Meconopsis sprovvisto della propria specie-tipo, anche se ad oggi viene frequentemente incluso come una sezione del genere Papaver stesso.